# Тенис на Летњим олимпијским играма 2020.
Такмичење у тенису на Летњим олимпијским играма 2020. одржава се од 24. јула до 1. августа 2021. године у Аријаке тенис парку. Такмичења ће бити одржана у мушкој и женској конкуренцији појединачно и у паровима и у мешовитим паровима.

## Медаље

### Освајачи медаља
| Дисциплине           |                                         |                                  |                            |
|                      |                                         |                                  |                            |
| Мушкарци појединачно | Александар Зверев                       | Карен Хачанов                    | Пабло Карењо Буста         |
| Мушки парови         | Никола Мектић Мате Павић                | Марин Чилић Иван Додиг           | Маркус Данијел Мајкл Винус |
|                      |                                         |                                  |                            |
| Жене појединачно     | Белинда Бенчич                          | Маркета Вондроушова              | Елина Свитолина            |
| Женски парови        | Барбора Крејчикова Катержина Синијакова | Белинда Бенчич Викторија Голубић | Лаура Пигоси Луиса Стефани |
|                      |                                         |                                  |                            |
| Мешовити парови      | Анастасија Пављученкова Андреј Рубљов   | Јелена Веснина Аслан Карацев     | Ешли Барти Џон Пирс        |